# Bdellovibrio
Genre
Bdellovibrio est un genre de bactéries de la classe des Oligoflexia. Les cellules sont de petits bâtonnets, à coloration de Gram négatif, aérobie strict. Ces bactéries se rencontrent dans l'environnement aquatique (eau douce, eau de mer, eau d'égout), dans le sol.
Une des caractéristiques de ce genre est qu'il peut parasiter des bactéries de type Gram négatif. Bdellovibrio se développe dans l’espace périplasmique d'autres bactéries (Enterobacteriaceae, Pseudomonas, Aquaspirillum), sous la paroi. Le prédateur inhibe la biosynthèse des protéines et de l'ADN de l'hôte, rompt sa membrane plasmique et incorpore acides aminés, acides gras et acides nucléiques comme source de carbone et d'énergie.

## Apparence
Au microscope, Bdellovibrio apparait sous la forme d'un bâtonnet mobile de la forme d'une virgule avec un flagelle à peine visible et d'environ 0,3 à 0,5 µm de large pour 0,5 à 1,4 µm de long. Au milieu d'une culture de E. coli, les colonies de Bdellovibrio apparaissent comme des plaques claires croissantes.
Une autre curiosité chez Bdellovibrio est la gaine recouvrant son flagelle ; c'est une caractéristique rare chez les bactéries. La motilité de ce flagelle est inhibée quand Bdellovibrio pénètre sa proie. Parfois le flagelle est perdu, parfois il dépasse de la cellule proie.

## Conditions de culture
Des espèces du genre Bdellovibrio sont trouvées dans l'eau des rivières ou dans le sol et vivent une existence intraperiplasmique. En laboratoire, Bdellovibrio est généralement cultivé dans un bouillon de culture dilué a 1:500 et mélangé à un gel d'Agar. Les cultures sont mises à croitre avec une population E. coli à 30 °C pour une semaine[citation nécessaire].

## Cycle de vie et parasitisme

Cycle de vie de Bdellovibrio. Bdellovibrio s'attache à une bactérie gram-négative après contact et pénètre dans le périplasme de sa proie. Une fois à l'intérieur, elle s'allonge et relâche sa progéniture après 4 heures.

Bdellovibrio peut nager à environ 160 µm/s (plus de 100 fois sa taille par seconde, cela équivaudrait à une course d'environ 650 km/h pour un homme de 1,80 m). Il nage en utilisant un unique flagelle gainé polaire avec une forme caractéristique de vague. Il attaque les autres bactéries gram-négatives en s'attachant à la membrane extérieure de la cellule et à la couche de peptidoglycane, après quoi il crée un petit trou dans la membrane extérieure. Bdellovibrio entre alors dans l'espace périplasmique de l'hôte. Il lui demeure réversiblement attaché pour une courte période de “reconnaissance” après quoi cet attachement devient irréversible grâce au pôle opposé du flagelle. Une fois dans le périplasme, Bdellovibrio referme le trou dans la membrane et converti la cellule hôte en sphéroplaste. Un mélange d'hydrolases est appliqué de façon ciblé pour prévenir tout dommage excessif et empêcher la diffusion. Le complexe formé de deux cellules est alors appelé un bdelloplaste.
Bdellovibrio utilise des hydrolases pour casser les molécules de sa cellule-hôte, pour s'allonger et former un filament.
Quand les nutriments de l'hôte sont épuisés, les filaments se séparent pour former la « progéniture » de Bdellovibrio. Ces derniers deviennent mobiles avant de provoquer la lyse de la cellule et de se disperser dans l'environnement.
Le cycle de vie complet se déroule en trois heures. Il produit de 3 à 6 cellules-filles en moyenne pour une seule E. coli et jusqu'à 90 pour des proies plus grosses telles que les E. coli filamenteuses.
Les proies des Bdellovibrio tels que Vibrio vulnificus peuvent aussi être victimes de coinfection par des bactériophages.

## Antibiorésistance et interactions
Les chercheurs (de l’Université de Washington) qui ont découvert cette bactérie en ont ensuite (2016) découvert une autre, plus petite, qui parasite une bactérie parfois pathogène fréquemment trouvée dans la salive et sur les gencives (Actinomyces odontolyticus).
Ils ont noté que curieusement, ces deux bactéries premières bactéries parasites connues ont une propriété commune en termes d'interactions durables : elles rendent leurs hôtes résistants à la streptomycine. Ceci pourrait éclairer les phénomènes croissants d'antibiorésistance  (un traitement antibiotique par la streptomycine favorise donc indirectement la bactérie hôte, qui dans le cas de Actinomyces odontolyticus) est connue pour être pathogène pour l'Homme.

## Génomique
Le génome de Bdellovibrio bacteriovorus HD100 a été séquencé en 2006. Le génome d'HD100 mesure 3782950 nucléotides de long, ce qui est plutôt important pour une bactérie de cette taille.

## Liste des espèces
Selon la LPSN (9 juillet 2022) :
- Bdellovibrio bacteriovorus Stolp and Starr 1963 (Approved Lists 1980) - nom correct
- Bdellovibrio chlorellavorus Gromov and Mamkayeva 1972 - nom invalide
- Bdellovibrio exovorus Koval et al. 2013 - synonyme
- Candidatus Bdellovibrio necator corrig. Deeg et al. 2020 - nom invalide
- Candidatus Bdellovibrio qaytius Deeg et al. 2020 - variante orthographique
- Bdellovibrio starrii Seidler et al. 1972 (Approved Lists 1980) - synonyme
- Bdellovibrio stolpii Seidler et al. 1972 (Approved Lists 1980) - synonyme